# Primer (Film)
Primer ist ein US-amerikanischer Science-Fiction-Film von Shane Carruth aus dem Jahr 2004, in dem es um die zufällige Entdeckung einer Zeitmaschine und die daraus folgenden Konsequenzen geht. Der Film zeichnet sich durch ein sehr geringes Budget von lediglich 7000 $, anspruchsvolle technische Dialoge und eine unorthodoxe Erzählstruktur aus. Auf dem Sundance Film Festival 2004 gewann er unter anderem den Alfred P. Sloan Foundation Award für Filme, die sich mit Wissenschaft und Technologie auseinandersetzen. In Deutschland wurde der Film erstmals am 28. Juli 2005 im Rahmen des Fantasy Filmfests gezeigt.

## Handlung

Ablauf der Zeitreisen in Primer.

Die Ingenieure Aaron, Abe, Robert und Phillip bauen in ihrer Freizeit JTAG-Karten, um diese dann zu verkaufen und wissenschaftliche Projekte zu finanzieren. Nach einem Streit über ihr nächstes Ziel fangen Aaron und Abe allein an, eine Maschine umzusetzen, die die Masse von Objekten reduzieren kann. Nachdem sie einen Prototyp fertiggestellt haben, stellen sie fest, dass die Maschine mehr Elektrizität liefert, als sie verbraucht. Die beiden beschließen, über das Projekt Stillschweigen zu bewahren, bis sie herausgefunden haben, wie genau dieser Effekt funktioniert.
Nach mehreren Monaten findet Abe heraus, dass innerhalb weniger Tage ein Pilz in der Maschine zu einer Größe gewachsen ist, für die eigentlich Jahre notwendig wären. Weitere Experimente führen ihn und Aaron zu der Annahme, dass Objekte in der Maschine in einer Schleife zwischen dem Zeitpunkt des Eintritts in die Maschine und dem ihres Anschaltens verharren, die sie erst nach vielen Durchläufen durchbrechen, sodass aus der Perspektive des Objektes viel mehr Zeit vergangen ist. Sie vermuten, dass ein Mensch diese Schleife durchbrechen kann, indem er eigenständig die Maschine verlässt, und somit rückwärts durch die Zeit reisen kann.
Abe baut und testet im Geheimen einen Prototyp, der groß genug für einen Menschen ist. Er schaltet die Box morgens an und steigt später am Tag hinein, womit er zurück bis kurz nach dem Einschalten der Maschine reist. Als der Test positiv verläuft, erzählt er Aaron davon. Die beiden bauen eine zweite Box und wiederholen Abes Vorgehen am nächsten Tag, nutzen die Zeit im Hotelzimmer aber diesmal, um Aktienkurse zu beobachten. Nachdem sie zurückgereist sind, nutzen sie ihr Wissen über die Kursentwicklung, um Geld zu verdienen. Diese Prozedur wiederholen sie eine Zeit lang, bis sie eines Tages auf dem Weg zu den Maschinen von Thomas Granger, dem Vater von Abes Freundin Rachel, den sie als Investor hatten gewinnen wollen, verfolgt werden. Obwohl Aaron ihn wenige Stunden zuvor glatt rasiert gesehen hat, sieht er nun aus, als sei sein Bart mehrere Tage gewachsen. Sie glauben, dass Granger mit einer der Boxen von einem Zeitpunkt mehrere Tage in der Zukunft aus hergereist sei, auch wenn sie sich nicht erklären können, wodurch er von den Zeitmaschinen erfahren hat. Als sie ihn konfrontieren wollen, wird er bewusstlos.
Abe verwendet eine dritte Box, die für den Notfall seit dem Tag lief, an dem er das erste Mal durch die Zeit gereist ist, um zu diesem Tag zurückzukehren. Er betäubt sein früheres Ich und nimmt dessen Platz ein, doch als er sich mit Aaron trifft, sagt dieser unabhängig von Abes Äußerungen genau dasselbe wie in der Situation, als es das erste Mal passiert ist. Abe kollabiert. Als er wieder aufwacht, erklärt Aaron ihm, dass er, nachdem er in die Vergangenheit gereist ist, von einer früheren Version seiner selbst Aufzeichnungen aller Unterhaltungen des Tages bekommen hat. Diese habe die Notfallbox gefunden und benutzt, um sich und die Bauteile für eine weitere Zeitmaschine in die Vergangenheit zu bringen, wo sie sie zusammengebaut und mit Abes Notfallbox vertauscht haben, sodass Abe trotzdem zurückreisen kann und nicht Aarons Körper in der Notfallbox vorfinden würde. Anschließend habe diese spätere Version von Aaron die Stadt verlassen. An dem Tag, an dem Abe das erste Mal die Zeitmaschine verwendet hat, fand Roberts Geburtstagsfeier statt, bei der Rachels Exfreund sie mit einer Waffe bedrohte. Aaron hatte diesen eingeladen und hat deshalb Schuldgefühle. Sein Plan ist, Rachels Exfreund aufzuhalten und hinter Gitter zu bringen.
Aaron und Abe verfolgen diesen Plan gemeinsam weiter. Es wird angedeutet, dass sie mehrere Male den gleichen Abend durchleben, bis sie die perfekte Rettung inszenieren und Erfolg haben. Danach zerstreiten sich die beiden jedoch und gehen getrennte Wege. Die Version von Aaron, die die Aufnahmen gemacht und danach die Stadt verlassen hat, erzählt die ganze Geschichte einem Unbekannten, dem er anscheinend etwas schuldig ist, am Telefon und beginnt danach mit der Konstruktion einer Zeitmaschine in Größe einer Lagerhalle.

## Produktion
Nach dem Abschluss seines Mathematikstudiums arbeitete Carruth zunächst in verschiedenen Firmen als Ingenieur, bevor er sich nach einigen Versuchen als Autor entschloss, eine Karriere im Film anzustreben. Über den Zeitraum eines Jahres entwickelte er das Drehbuch, wobei er sich auch eingehend mit Physik beschäftigte, um die Konversationen seiner Charaktere so authentisch wie möglich zu halten.
Der Film wurde innerhalb von fünf Wochen in verschiedenen privaten Häusern und Wohnungen in Dallas gedreht. Trotz des geringen Budgets entschloss sich Carruth, analogen 16-mm-Film zu verwenden, und drehte auf einer Arriflex SR2, was dazu führte, dass jede Szene zunächst ausführlich ohne Kameras geprobt wurde, da das Aufnehmen mehrerer Takes zu teuer gewesen wäre.

## Rezeption
Primer wurde hauptsächlich positiv aufgenommen. Rotten Tomatoes gibt an, dass 72 % der Kritiken positiv ausfielen und 79 % der Zuschauer den Film gut bewerteten. Laut Metacritic vergaben Kritiker durchschnittlich 68 von 100 Punkten.
Kim Newman vom Empire bezeichnet die Handlung des Films als „ebenso sehr ein Rätsel wie eine Geschichte“ und empfiehlt den Film nur Zuschauern, die mit der Zeitreise-Materie bereits vertraut sind. Andere Kritiker, wie zum Beispiel Michael O’Sullivan von der Washington Post, halten den Film für übertrieben kompliziert. O’Sullivan schreibt, der Film sei „mit einem Sinn für Verschleierung geschnitten, der vorsätzlich, fast pervers, dazu bestimmt zu sein scheint, Vergnügen (oder ein einfaches Verständnis) zu verhindern“, und kritisiert, dass der Film den Aufwand, der zum völligen Verständnis betrieben werden müsse, nicht angemessen belohne.